# Kneecap (фільм)
"Kneecap" — комедійно-драматичний фільм 2024 року. Написаний і зрежисований Річем Пепп'яттом, фільм розповідає про становлення гурту Kneecap — ірландського хіп-хоп тріо з Белфаста, Північна Ірландія. У фільмі учасники гурту грають самих себе, а в ролях другого плану знялися Джозі Вокер, Фіонуала Флагерті, Джессіка Рейнолдс, Адам Бест, Сімон Кірбі та Майкл Фассбендер.
Прем’єра фільму відбулася на кінофестивалі Sundance 18 січня 2024 року — це був перший фільм ірландською мовою, що потрапив на цей фестиваль, де він отримав премію NEXT Audience Award. Ірландська прем’єра на 36-му кінофестивалі Galway Film Fleadh принесла стрічці нагороди за найкращий ірландський фільм, приз глядацьких симпатій та нагороду за фільм ірландською мовою.
Фільм вийшов у прокат у США 2 серпня 2024 року завдяки Sony Pictures Classics, в Ірландії — 8 серпня 2024 року, а у Великій Британії — 23 серпня завдяки Wildcard Distribution і Curzon Film відповідно. Стрічка отримала номінації у шести категоріях на 78-й церемонії вручення премії Британської академії кіно та телебачення (BAFTA) та була обрана ірландським претендентом на премію «Оскар» за найкращий міжнародний художній фільм на 97-й церемонії вручення премії «Оскар», але не була номінована.

## Сюжет
У кінці 2010-х років  Ліам Оґ О Гані (Liam Óg Ó hAnnaidh) та Ніша О Кареллан (Naoise Ó Cairealláin) є частиною «покоління припинення вогню», яке живе в районі Ґелтахт у Західному Белфасті. Вони зростали, вивчаючи ірландську мову з батьком Ніші — Арло, колишнім республіканським бойовиком, який інсценував власну смерть, аби уникнути британських правоохоронців. Унаслідок цього його дружина Долорес стала відлюдькуватою, тоді як сам Арло переховується. Він розчарований у гедоністичному способі життя сина та його відсутності політичної ініціативи.
Однієї ночі Ліама заарештовують на вечірці, де були наркотики. Він викликає обурення поліції, відмовляючись говорити англійською і наполягаючи, що розмовляє лише ірландською. Дж. Дж. О Дохарті (J. J. Ó Dochartaigh), вчитель музики в ірландськомовній школі у Деррі, прибуває як перекладач на допит Ліама. Він допомагає йому уникнути звинувачень і забирає в поліції зошит Ліама з його віршами ірландською мовою.
Дж. Дж. читає нотатки Ліама і розуміє, що з них може вийти хіп-хоп. Він загоряється цією ідеєю і накладає їх на музику. Згодом він підходить до Ліама й Ніші  з ідеєю створити хіп-хоп гурт з піснями ірландською мовою, стверджуючи, що така музика зможе донести ірландську мову до міленіалів і покоління Z. Паралельно Ліам починає стосунки з протестанткою на ім’я Джорджія. Ліам називає гурт "Kneecap" ("надколінок, колінна чашечка") — на честь сумнозвісної техніки каральних тортур, поширеної в Північній Ірландії під час конфлікту.
Тріо створює трек під час нічного сеансу запису, наповненого наркотиками. Вони виступають наживо, і їхня музика приваблює натовпи. Дж. Дж. боїться, що зв’язок із Kneecap і їхньою провокаційною, відверто політичною музикою може зруйнувати його кар’єру вчителя. Він вирішує виступати під псевдонімом "DJ Próvaí" [Діджей Прові], надягаючи балаклаву з ірландським триколором, аби приховати обличчя під час концертів. Він також приховує свою участь у гурті від своєї дівчини Кейтлін, яка активно займається кампанією за ухвалення Акту про ірландську мову, що мав би офіційно визнати ірландську мову в Північній Ірландії.
З ростом популярності Kneecap вони стикаються з критикою за пропаганду асоціальної поведінки та відкритого республіканізму у своїх текстах. Водночас організація дисидентських республіканців, яка називає себе "Радикальні республіканці проти наркотиків" (RRAD), погрожує Ліаму й Ніші через пропаганду наркотиків і нападає на них. Гараж, у якому розташована студія запису Kneecap і зберігалася їхня музика, спалюють — гурт підозрює в цьому RRAD.
Маючи обмежений час на створення нового треку для RTÉ Raidió na Gaeltachta, гурт вривається в школу, де працює Дж. Дж., і записує пісню за ніч на шкільній апартурі. Спочатку пісню забороняють на радіо через її зміст, але після того, як Долорес організовує протестну кампанію, її дозволяють транслювати, і вона стає хітом. Однак, особу DJ Próvaí таки розкривають і його звільняють із роботи, а Кейтлін розриває з ним стосунки. Майже нічого не втративши, Дж. Дж. після деяких вагань вирішує залишитися в гурті.
На великому концерті Kneecap публічно принижують RRAD, відтворивши аудіозапис, на якому його учасники вимагають від Ліама та Ніші віддати їм гроші від продажу наркотиків. У відповідь один із учасників RRAD починає стрілянину, і в хаосі, що виникає, Ліама затримує поліція, а Нішу хапають члени RRAD. Детективка Поліційної служби Північної Ірландії Елліс, юніоністка й тітка Джорджії, жорстоко б'є Ліама й зізнається, що це вона спалила студію, щоби зупинити зростаючу популярність Kneecap. Вона раніше вже попереджала Дж. Дж. та Долорес про шкоду, яку це може спричинити. Тим часом RRAD готуються прострелити коліна Ніші, коли раптово з'являється Арло — нібито для того, щоби покарати сина особисто. Натомість він стріляє у трьох членів RRAD і каже Ніші, що пишається ним і його музикою. Після цього він здається поліції, тоді як Ліама неохоче відпускають з-під варти.
Музика Kneecap продовжує набирати популярність, незважаючи на всі зусилля поліції та детективки Елліс зупинити їх. Тим часом Кейтлін продовжує свою політичну кампанію за Акт про ірландську мову, Долорес повертається в суспільства, переборовши свою агорафобію, а Джорджія разом із іншими учнями різного віку й походження відвідує заняття з ірландської мови. 
В титрах після фільму згадано, що 6 грудня 2022 року Акт про ірландську мову було прийнято.

## У ролях
- Mo Chara [Мо Хара], справжнє ім'я Ліам Оґ О Гані (Liam Óg Ó hAnnaidh) — у ролі себе.
- Móglaí Bap [Моґлі Бап], справжнє ім'я Ніша О Кареллан (Naoise Ó Cairealláin) — у ролі себе.
- DJ Próvaí [Діджей Прові], справжнє ім'я Дж. Дж. О Дохарті (J. J. Ó Dochartaigh) — у ролі себе.
- Джозі Вокер (Josie Walker) — детективка Елліс
- Фіоннула Флагерті (Fionnuala Flaherty) — Кетлін
- Джессіка Рейнолдз (Jessica Reynolds) — Джорджія
- Адам Бест (Adam Best) — Дойл
- Сімон Кірбі (Simone Kirby) — Долорес
- Майкл Фассбендер (Michael Fassbender) — Арло О Каралан
- Марті Маґвайр (Marty Maguire) — офіцер поліції
- Метью Шарп (Matthew Sharpe) — Шон
- Кегел Мерсер (Cathal Mercer) — Фра

## Музика
Альбом із саундтреком до фільму було випущено у цифровому форматі 30 серпня 2024 року, він містив композиції гуртів Kneecap, Bicep, Fontaines D.C. і Orbital, а також сценрічну музику Майкла «Mikey J» Асанте та фрагменти діалогів із фільму. Випуск альбому на CD та вінілі відбувся 28 лютого 2025 року. У фільмі також звучить музика гурту the Prodigy. Пісня «Sick in the Head» потрапила до шортлиста 97-ї церемонії вручення премії «Оскар» у категорії «Найкраща оригінальна пісня».
| Kneecap: Music from the Motion Picture | Kneecap: Music from the Motion Picture      | Kneecap: Music from the Motion Picture                          | Kneecap: Music from the Motion Picture |
| #                                      | Назва                                       | Виконавці                                                       | Тривалість                             |
| -------------------------------------- | ------------------------------------------- | --------------------------------------------------------------- | -------------------------------------- |
| 1.                                     | «Parful»                                    | Kneecap                                                         | 3:27                                   |
| 2.                                     | «It's Been Ages»                            | Kneecap                                                         | 2:30                                   |
| 3.                                     | «Run»                                       | Mikey J                                                         | 1:01                                   |
| 4.                                     | «Nothing but a H.O.O.D»                     | Marty McGuire Liam Óg Ó Hannaidh                                | 0:50                                   |
| 5.                                     | «Civil Rights»                              | Mikey J                                                         | 0:47                                   |
| 6.                                     | «A wee operation»                           | Michael Fassbender Cillian Kernan Aidan McCaughey               | 0:20                                   |
| 7.                                     | «Dad's Gone»                                | Mikey J                                                         | 0:58                                   |
| 8.                                     | «Amach Anocht»                              | Kneecap                                                         | 4:06                                   |
| 9.                                     | «You bring a stolen car here»               | Michael Fassbender Naoise Ó Cairealláin                         | 0:58                                   |
| 10.                                    | «Ceasefire Babies»                          | Mikey J                                                         | 1:06                                   |
| 11.                                    | «Guilty Conscience»                         | Kneecap                                                         | 2:50                                   |
| 12.                                    | «Love affair with the shniff»               | Liam Óg Ó Hannaidh                                              | 0:18                                   |
| 13.                                    | «C.E.A.R.T.A»                               | Kneecap                                                         | 3:36                                   |
| 14.                                    | «Arrested»                                  | Mikey J                                                         | 2:03                                   |
| 15.                                    | «80%»                                       | Dirty Faces                                                     | 3:29                                   |
| 16.                                    | «3CAG»                                      | Kneecap featuring Radie Peat                                    | 2:59                                   |
| 17.                                    | «The A Minor Set»                           | The Bonny Men                                                   | 5:52                                   |
| 18.                                    | «No need to panic»                          | Naoise Ó Cairealláin Gerry Adams                                | 0:39                                   |
| 19.                                    | «Thart agus Thart»                          | Kneecap                                                         | 1:57                                   |
| 20.                                    | «What the fuck was that?!»                  | Liam Óg Ó Hannaidh Jessica Reynolds                             | 0:41                                   |
| 21.                                    | «Glue»                                      | Bicep                                                           | 4:29                                   |
| 22.                                    | «There are 80,000 native Irish speakers...» | Liam Óg Ó Hannaidh                                              | 0:33                                   |
| 23.                                    | «Sick in the Head»                          | Kneecap                                                         | 2:21                                   |
| 24.                                    | «Liberty Belle»                             | Fontaines D.C.                                                  | 2:31                                   |
| 25.                                    | «Special delivery»                          | Liam Óg Ó Hannaidh Naoise Ó Cairealláin Adam Best Cathal Mercer | 1:11                                   |
| 26.                                    | «Phone Booth»                               | Mikey J Gemma Doherty Simone Kirby                              | 0:51                                   |
| 27.                                    | «Ash Plant»                                 | Absolute Lift                                                   | 0:56                                   |
| 28.                                    | «Belfast»                                   | Orbital                                                         | 8:07                                   |
| 29.                                    | «Better Way to Live»                        | Kneecap featuring Grian Chatten                                 | 2:57                                   |
| 30.                                    | «Kneecapped»                                | Mikey J                                                         | 1:59                                   |
| 31.                                    | «Fall in Love Again»                        | Alanna Royale                                                   | 4:56                                   |
| 32.                                    | «Is a Bullet»                               | Mikey J Gemma Doherty Simone Kirby                              | 2:41                                   |
| 33.                                    | «The Irish for the end is...»               | Liam Óg Ó Hannaidh                                              | 0:06                                   |
| 34.                                    | «H.O.O.D»                                   | Kneecap                                                         | 2:54                                   |

Примітки
- Цифрова версія альбому для завантаження містить спеціальну версію пісні Orbital «Belfast» як бонус-трек.
- Фізичні видання альбому містять «Every fucking story about Belfast starts like this» як перший трек.
- У фізичних виданнях альбому відсутній трек «There are 80,000 native Irish speakers...».
- У фізичних виданнях альбому трек 28 «Belfast (Fuck the Fuck Off)» зазначений як створений Ліамом Оґ О Гані (Liam Óg Ó Hannaidh), Kerri Quinn та Orbital.